# Tukošćak
Koordinati:   43°57′46″N, 15°10′11″E
Tokušćak je majhen nenaseljen otoček v Jadranskem morju. Pripada Hrvaški.
Tokušćak leži okoli 2,8 km severno od naselja Sali na Dugem otoku. Površina otočka meri 0,40 km². Dolžina obalnega pasu je 0,76 km. Najvišji vrh je visok 29 mnm.